# Tania Hermida
Tania Hermida (Cuenca, 1968) è una regista e politica ecuadoriana.
Dopo una infanzia trascorsa tra Cuenca, Quito e Londres, comincia gli studi di medicina che abbandonerà presto per intraprendere la carriera cinematografica. A tal fine si trasferisce a Cuba, ove studia presso la Escuela Internacional de Cine y TV di San Antonio de los Baños, diplomandosi nel 1991
Tra il 1992 e il 1996 trascorre un periodo all'estero spostandosi tra Cuba, gli Stati Uniti, la Spagna e il Cile.
Nel 1996 rientra in Ecuador ove ottiene un incarico di insegnamento presso la facolta di Comunicazione e Arte contemporanea della Università di San Francisco de Quito.
Nell'ottobre del 2007 viene eletta all'Assemblea Costituente Ecuadoriana, nella formazione Alianza País del presidente Rafael Correa.

## Filmografia

### Lungometraggi
- Qué tan lejos (2006)
- En el nombre de la hija (2011)

### Cortometraggi
- Ajubel (1989)
- El Puente Roto (1991)
- Aló (1999)